# Janina Goldfuß
Janina Goldfuß (* 22. Juli 1983 in Kierspe) ist eine ehemalige deutsche Leichtathletin.

## Karriere
Bis 2000 startete Janina Goldfuß für die TSG Valbert, wo sie von Frank Weidmann betreut wurde. Danach wechselte sie zum TV Wattenscheid. Dort wurde sie Deutsche Jugendmeisterin 2000 und Deutsche Jugendhallenmeisterin 2001 im 800-Meter-Lauf. 2003 und 2004 wurde sie Deutsche Juniorenmeisterin über 800 Meter. 2004 wechselte sie innerhalb des Vereins in die Trainingsgruppe von Anton Kirschbaum. 2005 schied sie bei den Halleneuropameisterschaften in Madrid in 2:05,64 min im Vorlauf aus und blieb auch bei den Leichtathletik-U23-Europameisterschaften in Erfurt ohne nennenswerte Erfolge. In den Jahren 2006, 2007 und 2009 gewann sie mit ihren Trainingspartnerinnen Monika Merl und Kerstin Werner dreimal die 3-mal-800-Meter-Staffel bei Deutschen Meisterschaften. Bei den Deutschen Meisterschaften 2009 wurde sie zudem das erste und einzige Mal Deutsche 800-Meter-Meisterin, nachdem sie sich 2006 und 2007 noch mit dem Vizemeistertitel begnügen musste. Anfang 2011 beendete Goldfuß ihre Leichtathletikkarriere.
Die gelernte Bankkauffrau Janina Goldfuß arbeitet seit Mai 2010 als Sportkoordinatorin beim Saarländischen Leichtathletik-Bund und engagiert sich dort in der Talentsichtung.

## Erfolge
- 2009: Deutsche Meisterin – 3 × 800 m
- 2009: Deutsche Meisterin – 800 m
- 2008: Deutsche Mannschaftsmeisterin – 10 km Straße
- 2008: Deutsche Vizemeisterin – 3 × 800 m
- 2007: Deutsche Vizemeisterin – 800 m
- 2007: Deutsche Meisterin – 3 × 800 m
- 2006: Deutsche Vizemeisterin – 800 m
- 2006: Deutsche Meisterin – 3 × 800 m
- 2005: Deutsche Vizejuniorenmeisterin – 800 m
- 2004: Deutsche Juniorenmeisterin – 800 m
- 2003: Deutsche Juniorenmeisterin – 800 m
- 2001: Deutsche Vizejugendmeisterin – 800 m
- 2001: Deutsche Jugendhallenmeisterin – 800 m
- 2000: Deutsche Vizejugendmeisterin – Cross
- 2000: Deutsche Jugendmeisterin – 800 m

## Persönliche Bestleistungen
- 800-Meter-Lauf: 2:01,89 min
- 1500-Meter-Lauf: 4:18,09 min